# Gunvor V. Blomqvist
Gunvor V. Blomqvist, född den 8 juli 1925, död den 6 juli 1995, var en svensk översättare. Hon har bland annat gjort en nyöversättning av Rebecca av Daphne du Maurier och många ungdomsböcker från engelska, tyska, danska och norska.

## Översättningar (urval)
- James R. Rubel: Träff med gengångare (No business for a lady) (Wennerberg, 1954) (Jaguarböckerna, 47)
- John Dickson Carr: Hattmysteriet (The mad hatter mystery) (Tiden, 1965)
- Evelyn Anthony: Tamarindträdet (The tamarind seed) (Tiden, 1972)
- Roswitha Fröhlich: Ett steg närmare livet (Probezeit) (Opal, 1978)
- Robert A. Heinlein: Den röda planeten (Red planet) (Opal, 1981)
- Tore Elias Hoel: Schackmästaren (Verdensmesteren) (Opal, 1989)
- Patricia MacLachlan: Detta är Sophie (Baby) (dikterna översatta av Britt G. Hallqvist, Opal, 1995)